# Parque nacional Arrecife de Puerto Morelos
El parque nacional Arrecife de Puerto Morelos forma parte de la barrera arrecifal denominada «Gran Cinturón de Arrecifes del Atlántico Occidental» (también conocido como «Gran Arrecife Maya» y pertenece al Sistema Arrecifal Mesoamericano) considerada como la segunda barrera arrecifal más grande del mundo, así mismo esta sección de la barrera, ubicada frente a Puerto Morelos, se extiende al norte hasta la colindancia con el parque nacional Costa Occidental de Isla Mujeres, Punta Cancún y Punta Nizuc, y a 40 km al sureste se encuentra el parque nacional Arrecifes de Cozumel.

## Ubicación
Se encuentra en la Península de Yucatán, en la costa del Mar Caribe, en el municipio de Puerto Morelos, en el estado de Quintana Roo, con una superficie total de 9,066-63-11 hectáreas.  Es un polígono cuyas coordenadas geográficas extremas son 21°0′0″ y 20°48′33″ latitud norte y 86°53′14.4″ y 86°46′38.94″ longitud oeste, el acceso principal es en el poblado de Puerto Morelos, 35 km al sur de Cancún y 34 km al norte de Playa del Carmen.  El Aeropuerto Internacional de Cancún se localiza a 18 kilómetros al norte de la localidad de Puerto Morelos, sobre la carretera 307.

### Fisiografía
La zona costera al igual que toda la península se caracteriza por presentar un relieve muy escaso y por la ausencia de ríos superficiales debido a la naturaleza kárstica del terreno. La zona costera está delimitada hacia la parte terrestre por bermas del Pleistoceno de aproximadamente 10 m de altura, y hacia el mar por una barra arenosa de 2-3m de altura y 100-200m de ancho que constituye la línea de costa actual.
Entre estos dos rasgos hay depresiones que dan lugar a un ambiente lagunar somero, con esporádico contacto con el mar adyacente. Estas cuencas están interrumpidas por caminos transversales que la dividen de forma no natural, restringiendo o impidiendo el flujo de agua. A lo largo de los bordes de las lagunas existen cinturones de manglar, así como algunos parches aislados de las partes centrales de las cuencas, predominando una diversa vegetación de humedales en el resto del área.

### Formación arrecifal

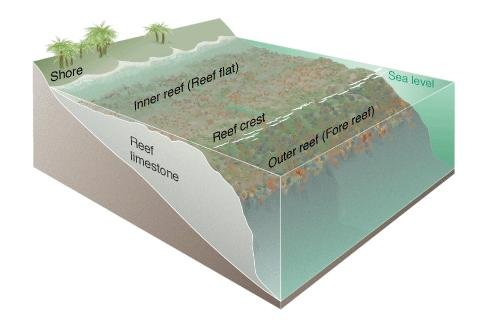
Vista en corte de Arrecife.

Al Caribe Mexicano le pertenecen más de 350 km, de la segunda barrera arrecifal más grande del mundo la cual se extiende hacia el sur por Belice, Guatemala y Honduras logrando una longitud de 1,000 km.
El perfil de arrecife que se presenta en casi todo el estado de Quintana Roo, se le conoce como del tipo "bordeante" con tres variaciones:
- Con un canal bien definido entre la costa y la cresta arrecifal
- Con un canal incipiente
- Sin canal

De esta forma del litoral hacia mar abierto, sobre el eje morfológico, se presentan tres zonas estructurales:
- La laguna arrecifal que se forma sobre el canal
- La cresta arrecifal que es la parte más somera (o menos profunda) del arrecife.
- El arrecife frontal, que es la parte más profunda.

### Climatología
El clima de la región es cálido, subhúmedo con temporadas de lluvia marcadas.  Se reporta una temperatura del aire promedio anual de 26.3 °C, con un máximo en el verano de 32.5 °C y una mínima en el invierno de 13 °C.  Las lluvias son más abundantes en el verano y la humedad relativa promedio anual es de 84 %.  Los vientos alisios dominan, aunque son interrumpidos por "nortes" normalmente de octubre a mayo. La temporada de huracanes comprende los meses de junio a noviembre, de los cuales agosto y septiembre son los meses de más alta incidencia.

## Historia

### Esfuerzo comunitario

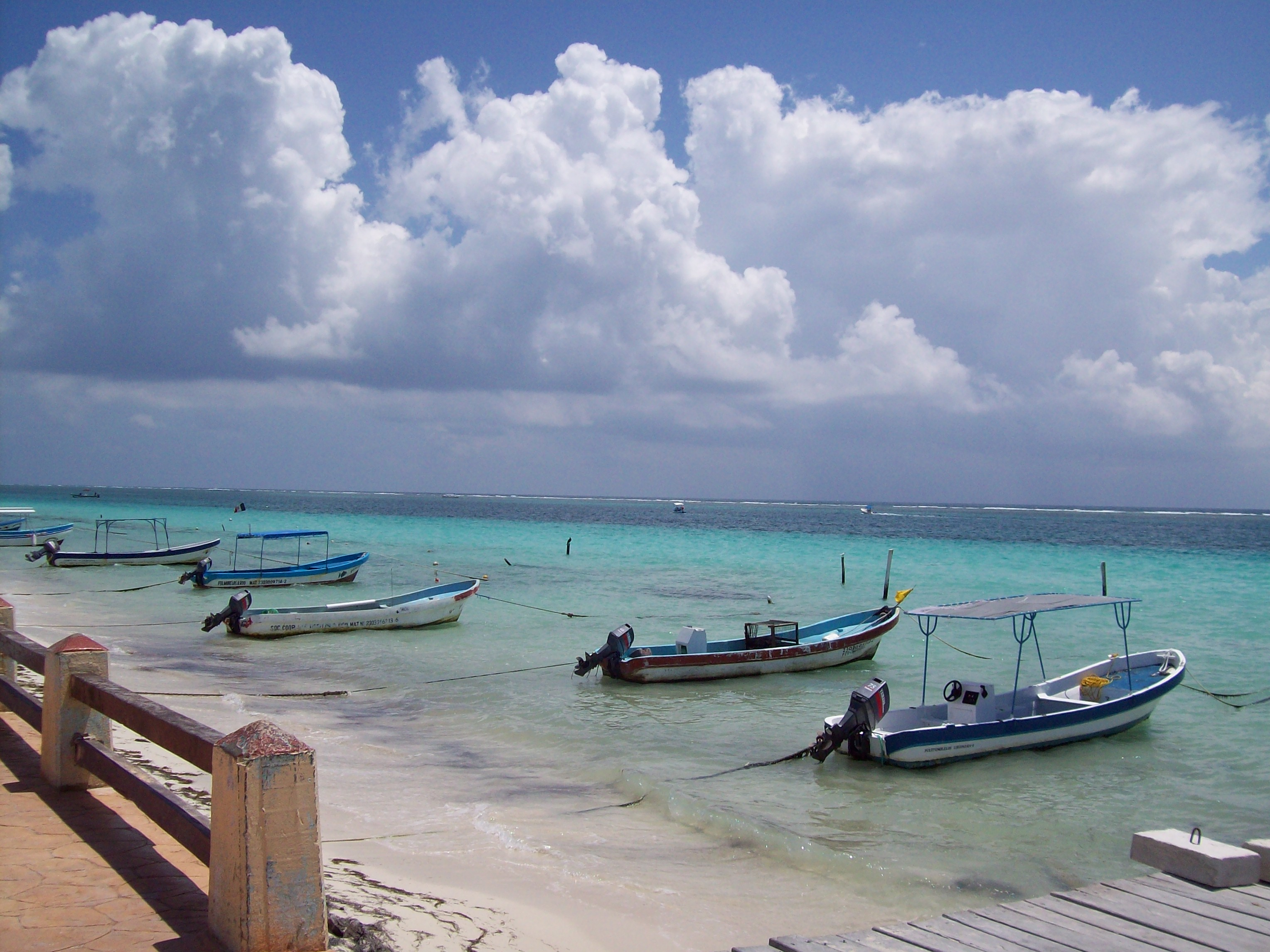
Lanchas de Pto.Morelos.

Para la comunidad de Puerto Morelos, el arrecife de coral ubicado frente al poblado ha sido siempre fuente de bienestar y motivo de orgullo. Desde la década de los ochenta los puertomorelenses estuvieron involucrados en actividades tendientes a su conservación, sin embargo, no fue sino hasta mediados de 1995 que la comunidad trabajó en forma organizada en las gestiones para que el arrecife fuera decretado como parque nacional. Uno de los detonadores de este movimiento comunitario tan importante, fue el temor de que el arrecife de Puerto Morelos se deteriorara, como había sucedido en otros lugares en la zona norte del estado de Quintana Roo. Otro, fue el hecho de que prestadores de servicios turísticos de Cancún comenzaron a usar los arrecifes localizados entre Cancún y Puerto Morelos en forma masiva y sin reglamentación.
Por más de tres años se realizaron reuniones de concertación entre los sectores comunitarios (pescadores, prestadores de servicios, investigadores, técnicos, ambientalistas, grupos de transportistas, grupos de productores y sociedad civil) a fin de desarrollar una estrategia que permitiera asegurar el uso sustentable del arrecife, alcanzando un balance entre una protección adecuada de los recursos y un uso múltiple. También se trabajó activamente en los aspectos técnicos que justificaran la creación de un parque nacional. Desde el principio se promovió una participación democrática, y se prestó gran atención a los mecanismos para tomar decisiones colectivas.

### Decreto
El presidente Ernesto Zedillo Ponce de León tomando formal petición de la comunidad, y reconociendo su exhaustiva participación, firmó el 2 de febrero de 1998 el decreto que declara el área natural protegida denominada parque nacional Arrecife de Puerto Morelos.

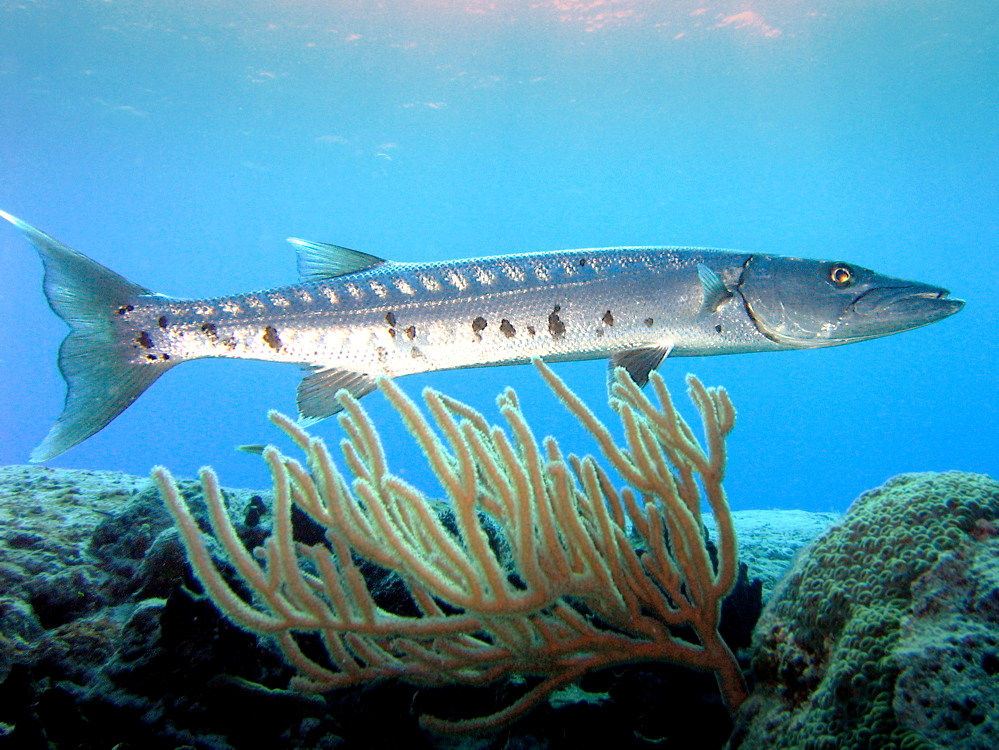
Barracuda (sphyraena barracuda).

El siguiente reto para los puertomorelenses fue elaborar un Programa de Manejo del parque nacional que permitiera conservar los componentes físicos y biológicos del arrecife coralino y el pastizal marino, con el propósito de asegurar su viabilidad y permitir su uso y disfrute por generaciones presentes y futuras. Durante todo el proceso de elaboración se tomó en consideración la opinión y necesidades de todos los sectores comunitarios. El Programa de Manejo se publicó en mayo del 2000 y fue financiado parcialmente por el Fondo Mexicano para la Conservación de la Naturaleza. Una parte importante del contenido del Programa fue desarrollada gracias al trabajo voluntario por parte del personal del Instituto de Ciencias del Mar y Limnología de la UNAM, del Jardín Botánico Dr. Alfredo Barrera Marín de El Colegio de la Frontera Sur, de las organizaciones ambientalistas no gubernamentales de la localidad (Lu'um K'aa nab A.C., Yumbalam A.C., Sin Fronteras A.C), y de los grupos de usuarios, principalmente náuticos y pescadores. Las autoridades estatales y federales siempre apoyaron este esfuerzo.

### Actualidad
La comunidad participa intensamente en el manejo del área natural protegida aportando sus recomendaciones a través del Consejo Asesor del Parque nacional, el cual está conformado por representantes de los diferentes sectores comunitarios. El interés de la población por proteger los recursos naturales incluidos dentro del parque nacional facilita su administración, ya que, dada su magnitud, sería imposible de manejar únicamente con la aplicación de la legislación y la vigilancia.
El órgano gobernante es la Secretaría de Medio Ambiente y Recursos Naturales, a través de la Comisión Nacional de Áreas Protegidas, en el poblado de Puerto Morelos  se encuentran ubicadas las oficinas del Parque Nacional  Av. Matamoros Núm. 7 esq. Hidalgo, Puerto Morelos, Quintana Roo. C.P.77580 tel. (998)8710525 www.gob.mx/conanp.
Puerto Morelos ha dado cabida a importantes instituciones de educación e investigación como al internado-escuela Secundaria Técnica Pesquera "Primero de Junio", para jóvenes originarios de diversos puntos de la península de Yucatán, al Centro Regional de Investigaciones Pesqueras del Instituto Nacional de la Pesca, al Centro de Investigaciones de Quintana Roo (CIQRO) conocido actualmente como el Colegio de la Frontera Sur (ECOSUR). También la Universidad Nacional Autónoma de México estableció una estación de investigación, dependiente del Instituto de Ciencias del Mar y Limnología, desde el inicio de los ochenta. Gracias a esto, el arrecife de coral localizado frente al poblado es posiblemente uno de los más estudiados del país.

### Educación ambiental

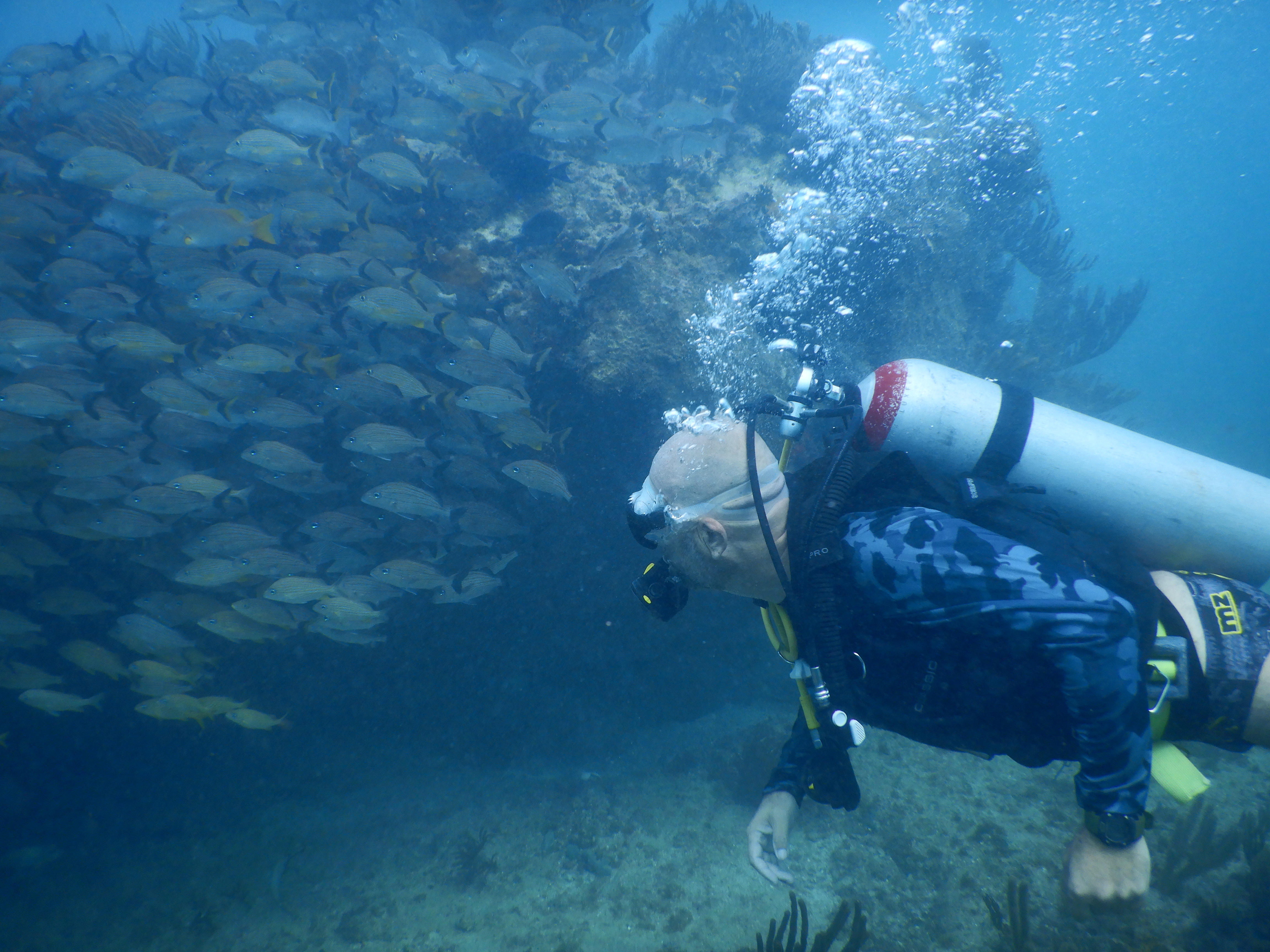
Buzo SCUBA en el sitio la Bocana, Parque Nacional Arrecife de Puerto Morelos

Miembros de la comunidad de Puerto Morelos conscientes del valor del patrimonio natural, en el mes de abril de 2003, constituyeron el Subconsejo de Educación Ambiental del Parque nacional Arrecife de Puerto Morelos cuya misión es “conjuntar esfuerzos, experiencias y estratégicas en el ámbito de educación ambiental y la interpretación que fomenten la participación de los habitantes y visitantes de Puerto Morelos en acciones para la conservación de su entorno natural y cultural”.
El Subconsejo mediante un programa de educación ambiental promueve el desarrollo de una cultura para la conservación del arrecife, interactuando en especial con la comunidad escolar, con los prestadores de servicio del sector náutico, y en general con la ciudadanía y visitantes de Puerto Morelos.

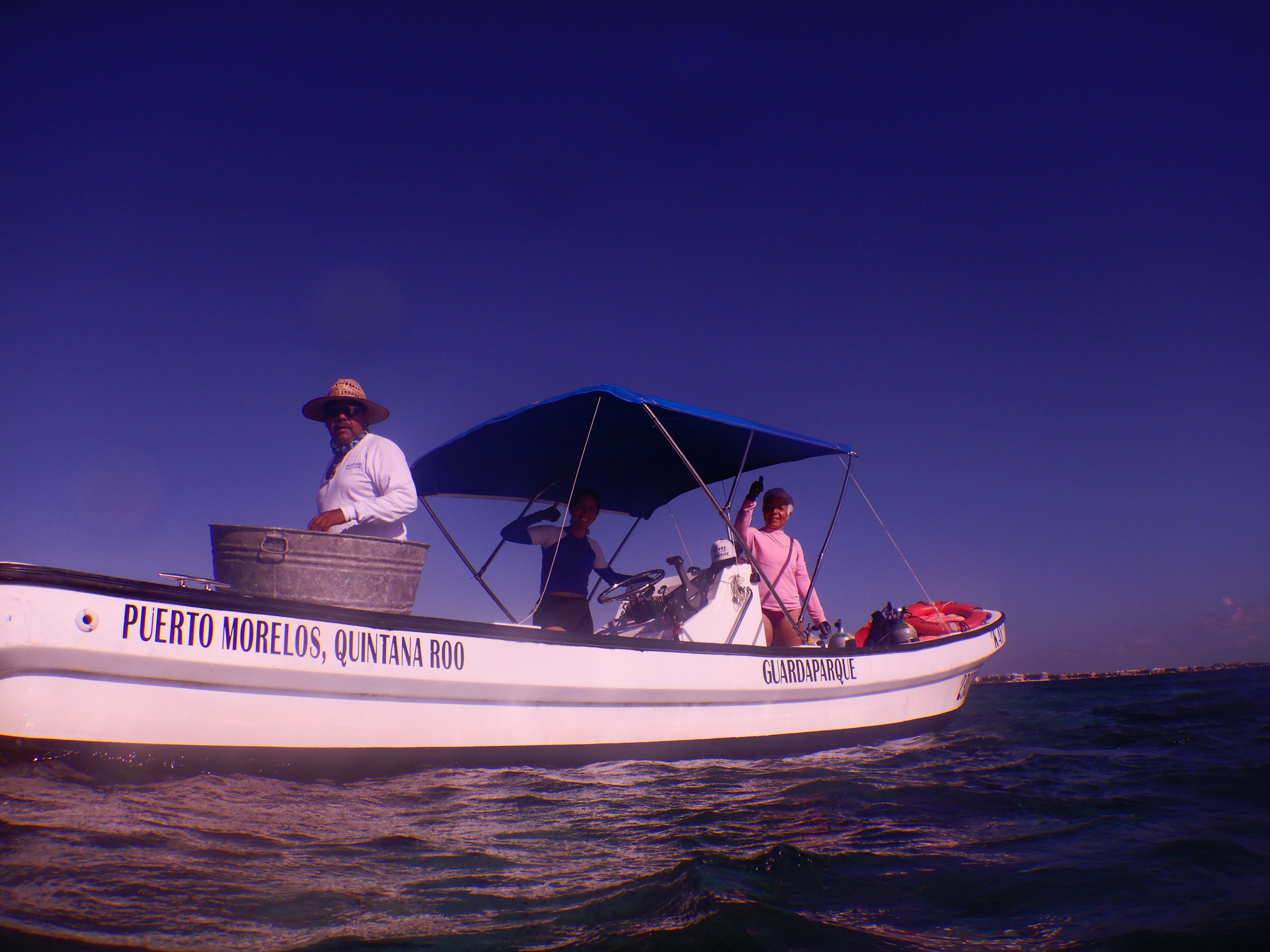
Embarcación guardaparque en actividades de educación ambiental

El Subconsejo elabora y distribuye materiales educativos e informativos, como folletos, trípticos, carteles, pósteres y diversos medios impreso s con temáticas de educación ambiental.
Realiza además campañas y eventos ambientales como limpieza de playas, concursos de fotografía, concursos artísticos temáticos, y eventos para la celebración de aniversario del decreto del parque nacional.
El Subconsejo también promueve la voluntad de conservación manteniendo informados a los diferentes sectores involucrados en la toma de decisiones que pudieran afectar el área natural protegida.

## Biodiversidad

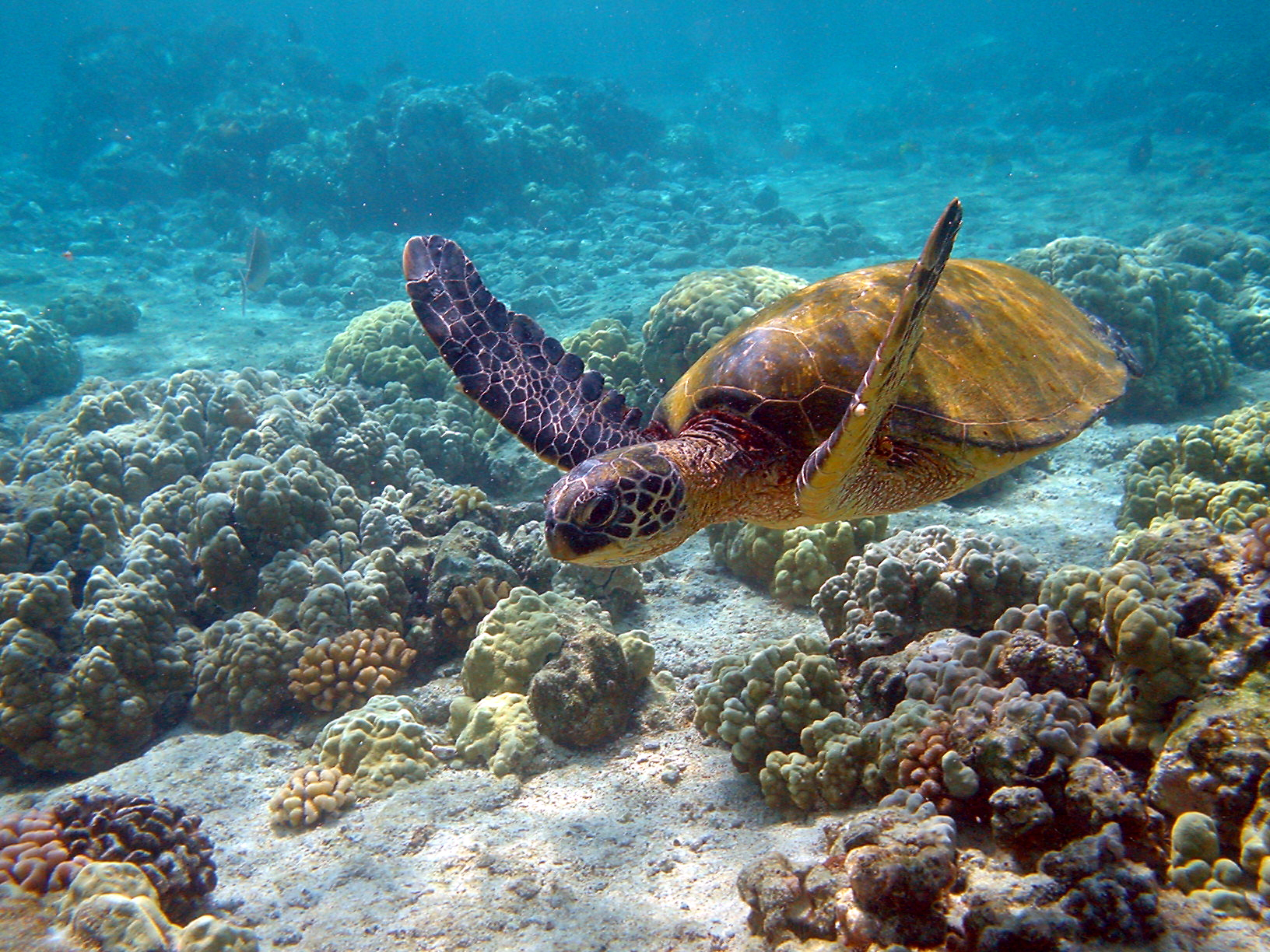
Tortuga verde (Chelonia mydas).

De acuerdo al Sistema Nacional de Información sobre Biodiversidad de la Comisión Nacional para el Conocimiento y Uso de la Biodiversidad (CONABIO) en el Parque Nacional Arrecife de Puerto Morelos habitan más de 1,300 especies de plantas y animales de las cuales 58 están en categoría de riesgo y 36 son exóticas,
De las especies registradas dentro del parque nacional destacan las consideradas bajo algún estatus de protección:
- Coral cuerno de alce
- Coral cuerno de ciervo
- Coral organillo
- Tortuga caguama
- Tortuga blanca o verde
- Tortuga carey

Todos los años, durante la época de anidación de las tortugas en la playa, se realizan operativos para salvaguardar nidos y huevos.

### Vegetación marina
Para la zona marina del parque nacional, se han reportado 3 especies de pastos marinos, 264 especies de algas y 7 especies de dinoflagelados simbiontes.

### Fauna marina

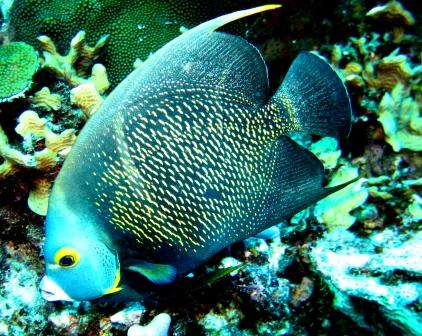
Ángel Francés (pomacanthus paru).

En términos del número y composición de especies, los arrecifes incluidos dentro del parque nacional son tan ricos como los de cualquier otro sistema arrecifal de la región biogeográfica del Mar Caribe. A la fecha existen registros y observaciones de 669 especies de fauna marina, tanto invertebrados como vertebrados, pertenecientes a 75 órdenes.

### Humedales
El parque nacional Arrecife de Puerto Morelos cubre también una extensa zona costera la cual aloja una parte del “Complejo de Humedales Costeros de Puerto Morelos” que puede considerarse como la única laguna costera estacional predominantemente dulceacuícola localizada en la región nororiental del estado de Quintana Roo. Este sistema de humedales presenta un eje mayor paralelo al parque nacional Arrecife de Puerto Morelos de aproximadamente 22 km de largo y un promedio de 1.8 km de ancho.
El “Complejo de Humedales Costeros de Puerto Morelos” posee aproximadamente 4,000 ha suministrando aportes de agua dulce al parque nacional ya sea a través de “bocas estacionales de tormenta” que se abren en época de intensas precipitaciones pluviales o por infliltración de agua dulce por la barrera arenosa.
El aporte de agua a este sistema de humedales llega por tres fuentes distintas:
Corriente de flujo subterráneo que llega de la subcuenca Central Vallarta a unos 35 km al oeste de la costa, a través de conductos de disolución y cavernas subterráneas hacia las zonas de descarga que desembocan en paleodermas y en surgencias en el humedal y en manantiales submarinos.
Precipitaciones, el humedal funciona como un colector de agua de lluvia que se reparte de manera más o menos homogénea en su superficie y cuyas inundaciones dan lugar a una corriente de circulación superficial hacia el sur y hacia la costa.
Aporte de agua marina que llega al humedal a través de la barrera arenosa que separa del mar Caribe.  La influencia de las mareas, el funcionamiento y el comportamiento hidráulico de los sistemas marino y continental, hace que al aumentar la marea, aumente la infiltración de agua salada hacia el cuerpo del humedal, aumentando así la salinidad del agua y viceversa.  El intercambio de agua dulce y salada viene condicionado por el grado de compactación de la barrera arenosa.
El flujo hidrológico del acuífero RH 32 A, se descarga en el mar en una amplia región que abarca la región que ocupa el parque nacional.

## Tratados internacionales para la conservación

### Sistema Arrecifal Mesoamericano (SAM)

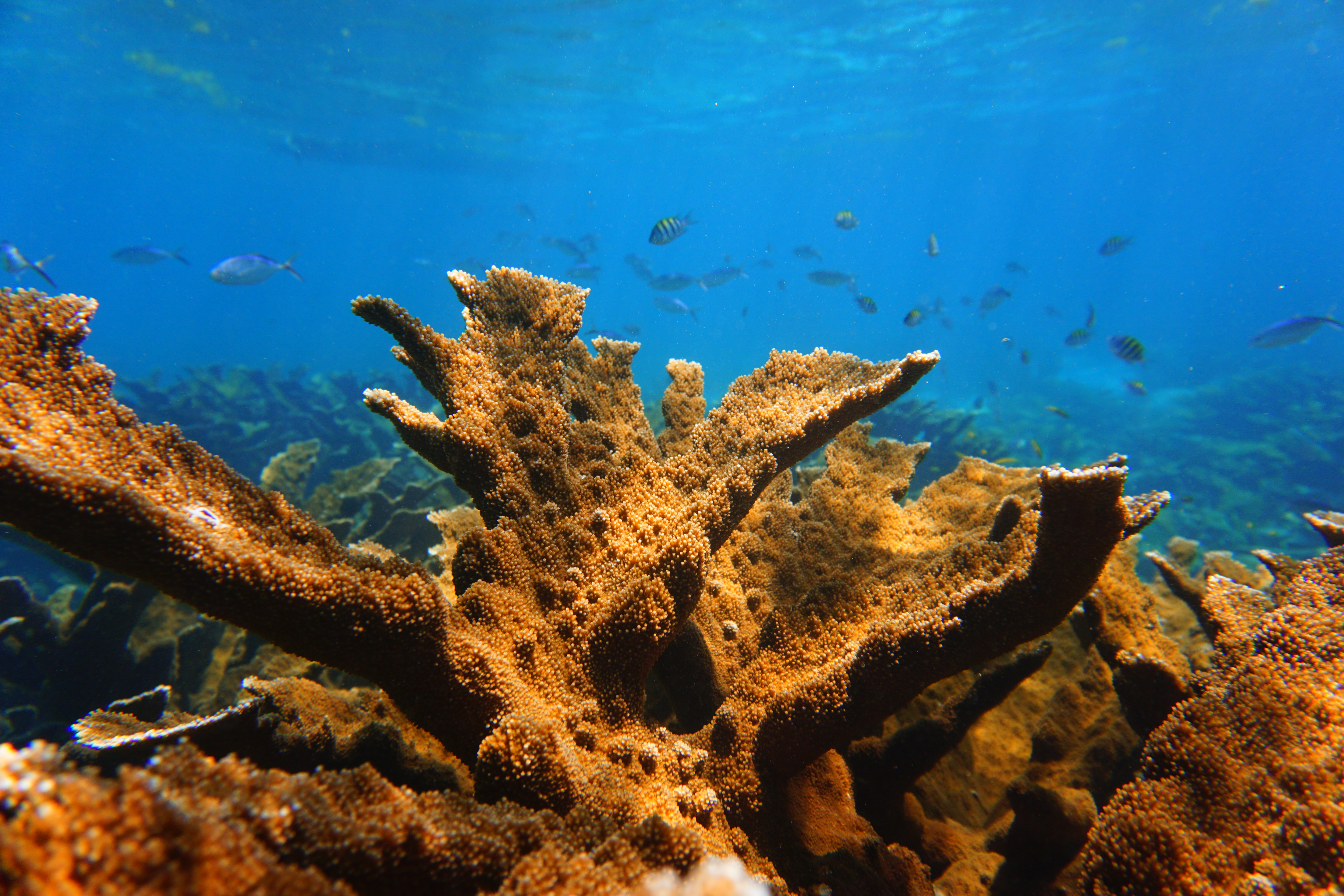
Coral Cuerno de Alce (acropora palmata).

Unos meses antes a la declaración del parque nacional, los presidentes de México, Guatemala,  Honduras, y el primer ministro de Belice se reunieron en Tulum, Quintana Roo, el 5 de junio de 1997 para firmar, en marco del Año Internacional de los Arrecifes, la Declaración de Tulum. 
En dicha declaración acordaron adoptar la "Iniciativa del Sistema Arrecifal Mesoamericano" (SAM) que promueve la conservación del mismo a través de su uso sustentable.
La estrategia del Sistema Arrecifal del Caribe Mesoamericano se enmarca dentro de: 
- La Convención sobre Diversidad Biológica, establecida como parte de los acuerdos tomados en la Conferencia de las Naciones Unidas sobre Medio Ambiente y Desarrollo, celebrada en Río de Janeiro en 1992.
- Los acuerdos Tuxtla I y II de cooperación entre México y la región Centroamericana, firmados por los presidentes del área.
- Los acuerdos tomados en el seno de la Comisión Centroamericana de Ambiente y Desarrollo, donde destaca como punto relevante impulsar las acciones de conservación del proyecto del Corredor Biológico Mesoamericano.
- El Convenio de Cartagena para la protección y desarrollo del medio marino en la región del Gran Caribe.

### Convenio de RAMSAR

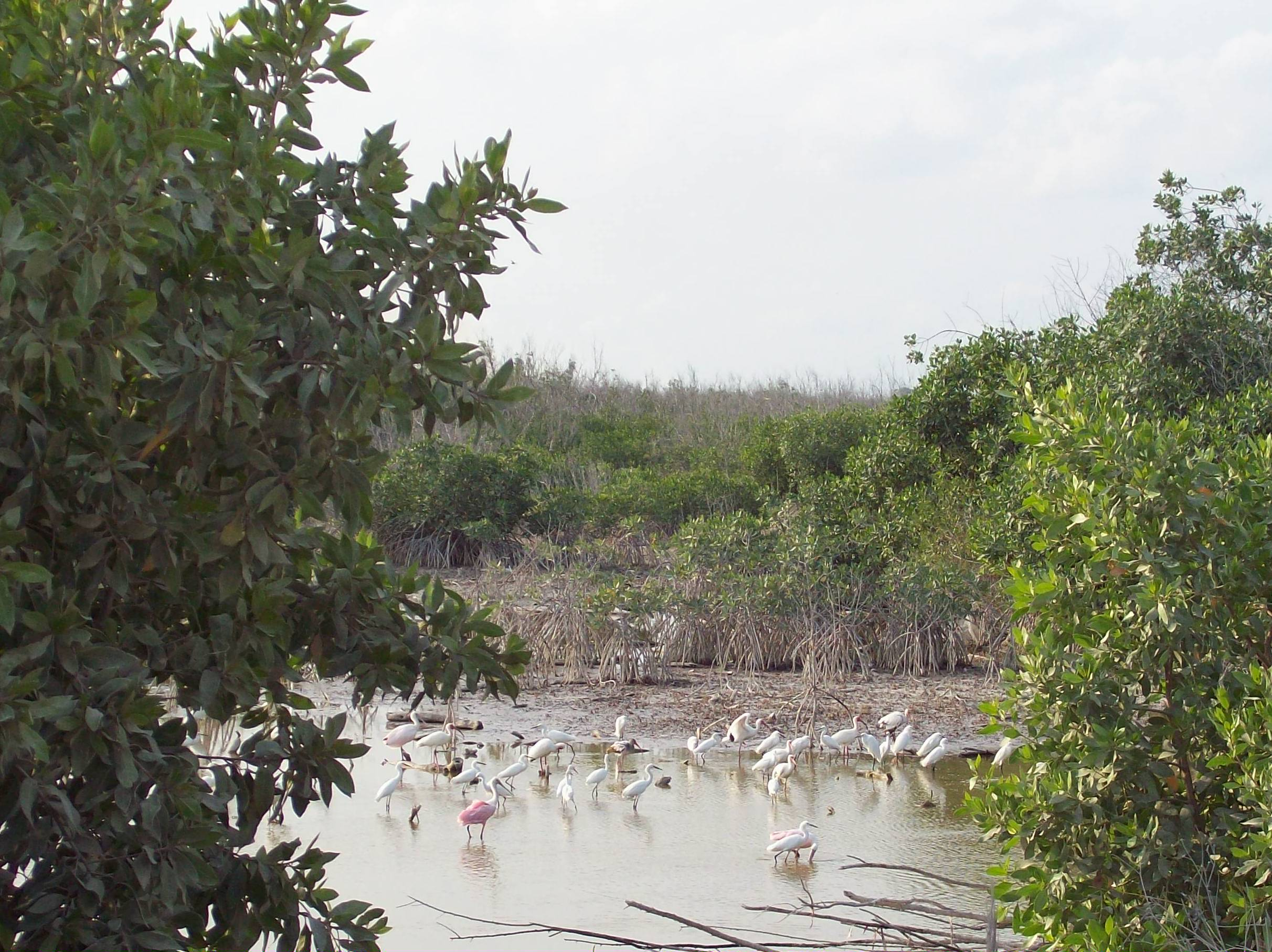
Manglar Puerto Morelos.

La Convención sobre los Humedales, firmada en Ramsar, Irán, en 1971, es un tratado intergubernamental que sirve de marco para la acción nacional y la cooperación internacional en pro de la conservación y uso racional de los humedales y sus recursos.
México se adhiere a la Convención a partir del 4 de noviembre de 1986 al incluir a la Reserva de la Biosfera Ría Lagartos como humedal de importancia internacional.
El parque nacional Arrecife de Puerto Morelos es uno de los 112 sitios incluidos en el convenio de Ramsar con que cuenta México, fue integrado a la lista el 2 de febrero de 2004.

## Atractivosdel lugar

Windsurf.

Con la finalidad de cumplir con los objetivos de protección del parque se ha zonificado el área del parque de acuerdo a las actividades permitidas en cada subárea, de tal forma que existen zonas de: uso recreativo semi-intensivo, uso recreativo intensivo, uso educativo e interpretación ambiental, uso recreativo especial, canales de seguridad para natación, canal de navegación en la laguna arrecifal, zona de navegación al exterior de la laguna arrecifal, uso pesquero concesionado, y uso científico.
Las playas para uso recreativo tienen como característica especial oleaje con crestas de olas de tan solo 15 cm, lo cual favorece las condiciones para niños pequeños o personas que no puedan nadar.
Adentrándose a la laguna arrecifal la práctica de deportes acuáticos no motorizadas es muy popular, tales como el kayak y windsurf.

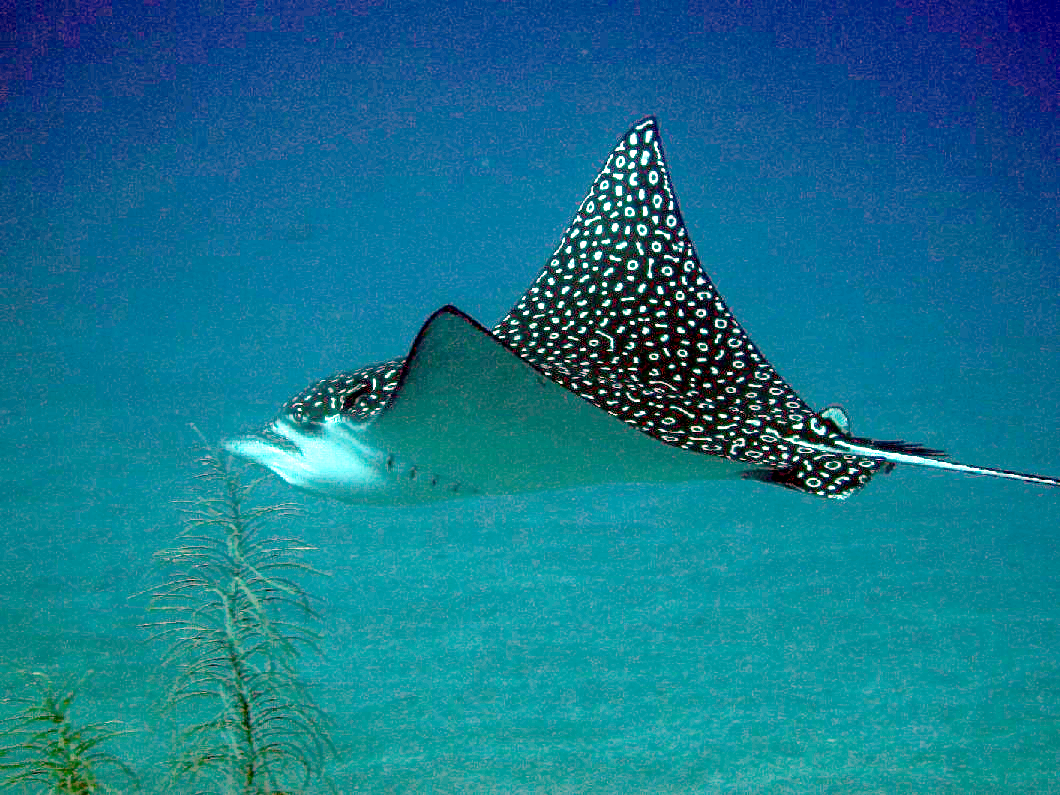
Raya águila (aetobatus narinari).

La mejor opción para practicar el snorkel en el arrecife es a través de los prestadores de servicios de la comunidad, quienes cuentan con embarcaciones, y los equipos necesarios. Frecuentemente en las oficinas locales del parque se imparten cursos de capacitación para los guías y navegantes. 
La profundidad de los corales es de solo 2 metros, por lo que el arrecife de Puerto Morelos ofrece una gran oportunidad de conocer los corales y peces de colores en su ambiente natural para todos aquellos que no practican el buceo.
Para la práctica de buceo, los sitios más conocidos son: "cuevones", "picudas", "caracol", "la bocana", "el túnel", "los jardines", "la pared", "el puente" y el arrecife artificial cañonero C-56 “Juan Escutia” donado y hundido por la Armada de México el 28 de octubre de 2000. La fauna marina es muy amplia, es muy frecuente encontrar cardúmenes de jureles, pargos, barracudas, algunos tipos de chernas, rayas águila, y ocasionalmente tiburón nodriza o gata y tiburón toro.